# PACRG
PACRG‏ (Parkin coregulated) هوَ بروتين يُشَفر بواسطة جين PACRG في الإنسان.